# マーヴ・アルバート
マーヴ・アルバート（Marv Albert、1941年6月12日 -）はアメリカ合衆国のスポーツキャスター。